# Philippuskirche (München)

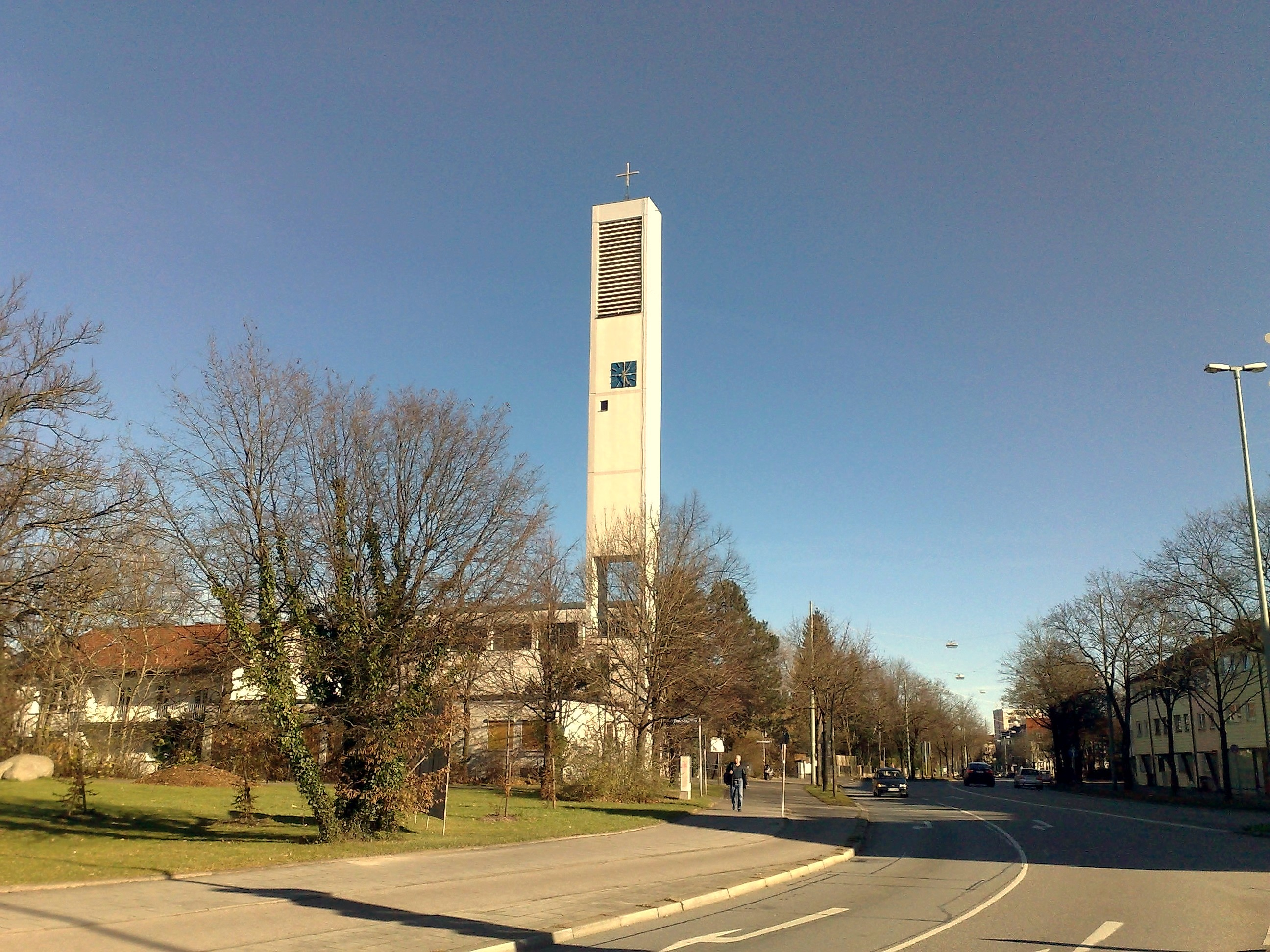
Philippuskirche

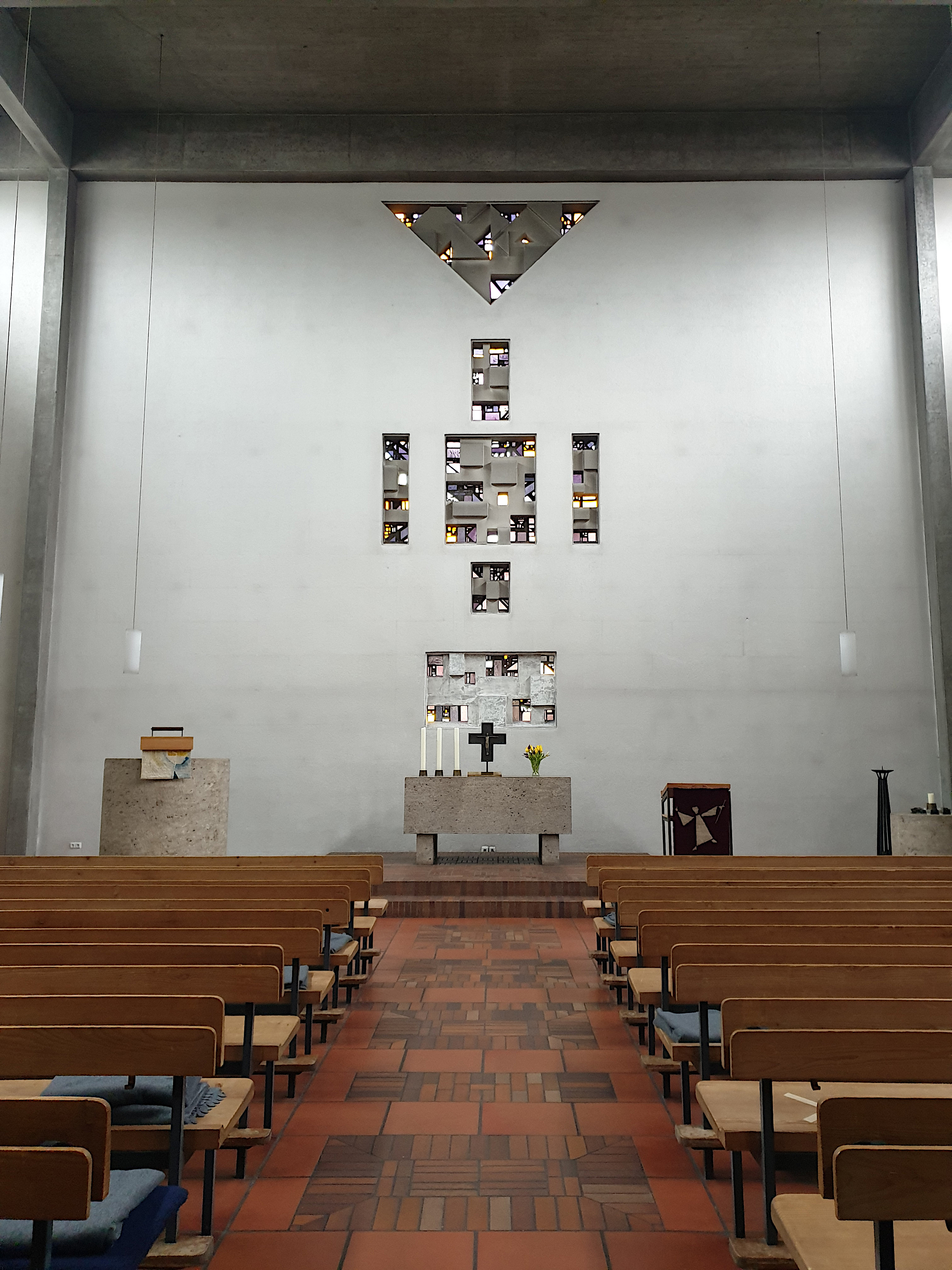
Innenansicht

Die Philippuskirche ist ein evangelisch-lutherisches Kirchengebäude. Es befindet sich in der Chiemgaustraße 7 des Münchner Stadtteils Obergiesing.

## Geschichte
Nach Genehmigung des Bauvorhabens durch die Landeskirche begannen am 30. Mai 1963 die Bauarbeiten nach den Plänen der Münchner Architekten Franz Lichtblau und Johann Nepomuk Bauer. Am 7. Juli 1963 wurde durch Theodor Heckel der Grundstein gelegt. Das Richtfest wurde am 6. Dezember 1963 gefeiert. Nach knapp einjähriger Bauzeit wurde die Kirche am 10. Mai 1964 eingeweiht. Nach einem kurzen Abschiedsgottesdienst in dem bisherigen Betsaal zog die Festgemeinde mit Bibel und Abendmahlsgeräten nach der Schlüsselübergabe in das neue Kirchengebäude. Die Einweihung wurde von Hans Schmidt vollzogen.

## Kirchengebäude und Ausstattung
Das Kirchengebäude ist 24 m lang, 17 m breit, 12 m hoch und verfügt über etwa 500 Sitzplätze. Das Altarkreuz, den Taufkerzenhalter und das Lesepult schuf der Kunstschmieder Manfred Bergmeister. Von dem Bildhauer Rolf Nida-Rümelin stammen Altar, Kanzel mit Taufstein und der Corpus auf dem Altarkreuz. Ferner entwarf er den Beton-Fries an der Außenwand.

## Orgel

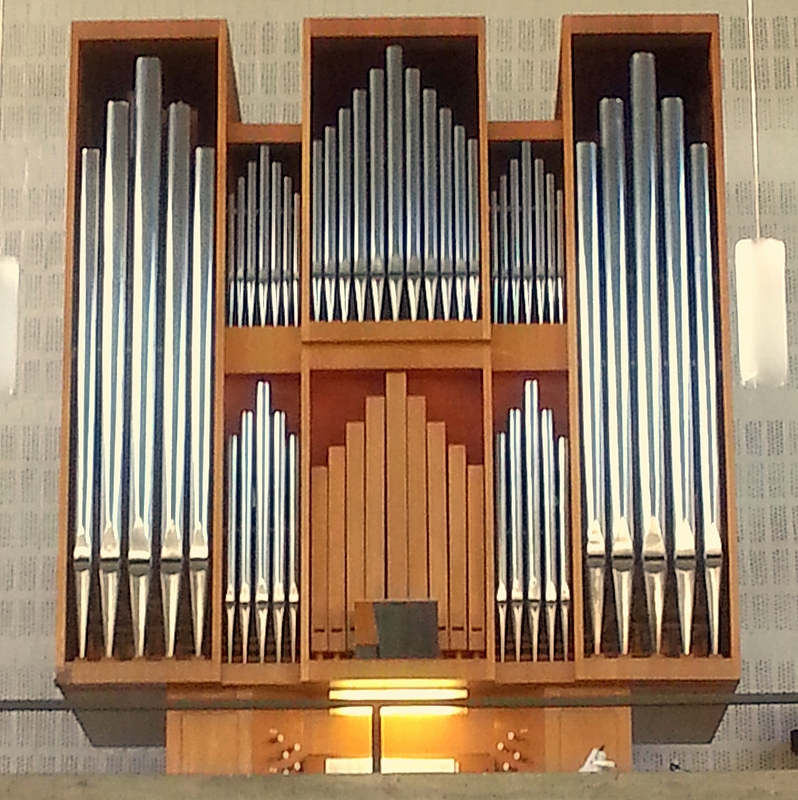
Orgel

Als erste Orgel diente eine Kleinorgel der Firma Zwirner, die Mitte April 1964 errichtet wurde. Dieses Instrument wurde 1970 durch ein Instrument der Firma WRK Orgelbau abgelöst. Es umfasst 12 Register auf zwei Manualen und Pedal und war das erste Werk der Firmengeschichte. Die Disposition lautet:
| I Hauptwerk C–g3 |       |
| Rohrflöte        | 8′    |
| Oktave           | 4′    |
| Schwiegel        | 2′    |
| Mixtur IV        | 1 ⁄3′ |

| II Brustwerk C–g3 |       |
| Gedackt           | 8′    |
| Koppelflöte       | 4′    |
| Prinzipal         | 2′    |
| Quint             | 1 ⁄3′ |
| Krummhorn         | 8′    |
| Tremulant         |       |

| Pedal C–f1    |     |
| Subbaß        | 16′ |
| Offenbaß      | 8′  |
| Gedacktpommer | 4′  |

- Koppeln: II/I, I/P, II/P

## Glocken
In dem freistehenden, sehr schlanken, 32 m hohen Glockenturm konnten aus statischen Gründen nur vier statt der fünf geplanten Glocken verwirklicht werden. Sie tragen die Namen der vier Evangelisten (Matthäus, Markus, Lukas, Johannes). Die Schlagfolge ist fis1-gis1–h1–cis2. Sie wurden am 8. Februar 1964 von Karl Czudnochowsky in Erding gegossen und nach der Anlieferung am 23. April 1964 noch vor der Kircheneinweihung in den Turm eingehoben.